# Llista de cascades de Nova Zelanda
Aquesta és una llista de cascades notables de Nova Zelanda. Moltes de les cascades més altes es troben a Fiordland.
| Nom                             | Alçada       | Localització                             |
| ------------------------------- | ------------ | ---------------------------------------- |
| Cascades Ananui                 | 106 m        | Waikato                                  |
| Cascades Āniwaniwa              | 15 m         | Hawke's Bay                              |
| Cascades Bowen                  | 162 m        | Fiordland National Park, Southland       |
| Cascades Bridal Veil            | 55 m         | Waikato                                  |
| Cascades Browne                 | 836 m        | Fiordland National Park, Southland       |
| Cascades Chamberlain            | 700 m        | Fiordland National Park, Southland       |
| Cascades Fairy                  | 15 m         | Auckland                                 |
| Cascades Grainger               | -            | Fiordland National Park, Southland       |
| Cascades Helena                 | 50 m         | Fiordland National Park, Southland       |
| Cascades Huka                   | 11 m         | Riu Waikato, Waikato                     |
| Cascades Humboldt               | 275 m        | Fiordland National Park, Southland       |
| Cascades Hunua                  | 30 m         | Auckland                                 |
| Cascades Hururu                 | 6 m          | Nothland                                 |
| Cascades Karekare               | 30 m         | Auckland                                 |
| Cascades Kitekite               | 40 m         | Auckland                                 |
| Cascades Lady Alice             | 200 m -280 m | Fiordland National Park, Southland       |
| Cascades Lake Unknown           | 680 m        | Fiordland National Park, Southland       |
| Cascades Madonna                | 5 m          | Waikato                                  |
| Cascades Maraetotara            | 16 m         | Hawke's Bay                              |
| Cascades Marokopa               | 35 m         | Waikato                                  |
| Cascades Mauku                  | 5 m          | Auckland                                 |
| Cascades McLean                 | 25 m         | The Catlins, Otago                       |
| Cascades Mokau                  | 37 m         | Parc Nacional de Te Urewera, Hawke's Bay |
| Cascades Mount Damper           | 74 m         | Taranaki                                 |
| Cascades Omaru                  | 45 m         | Waikato                                  |
| Cascades Okere                  | 5 m          | Badia de Plenty                          |
| Cascades Owharoa                | 6 m          | Waikato                                  |
| Cascades Palisade               | 55 m         | Fiordland National Park, Southland       |
| Cascades Purakaunui             | 20 m         | The Catlins, Otago region                |
| Cascades Rainbow (Waianiwaniwa) | 27 m         | Nothland                                 |
| Cascades Stirling               | 151 m        | Fiordland National Park, Southland       |
| Cascades Sutherland             | 580 m        | Fiordland National Park, Southland       |
| Cascades Tarawera               | 35 m         | Badia de Plenty                          |
| Cascades Te Rere I Oturu        | 40 m         | Serralada Kaimai, Badia de Plenty        |
| Cascades Te Rere o Kapuni       | -            | Taranaki                                 |
| Cascades Terror                 | 740 m        | Fiordland National Park, Southland       |
| Cascades Wainui                 | 20 m         | Badia de Wainui, Tasman                  |
| Cascades Wairere                | 153 m        | Serralada Kaimai, Waikato                |
| Cascades Waitakere              | 95 m         | Auckland                                 |
| Cascades Whangarei              | 26 m         | Nothland                                 |

## Les cascades de Nova Zelanda

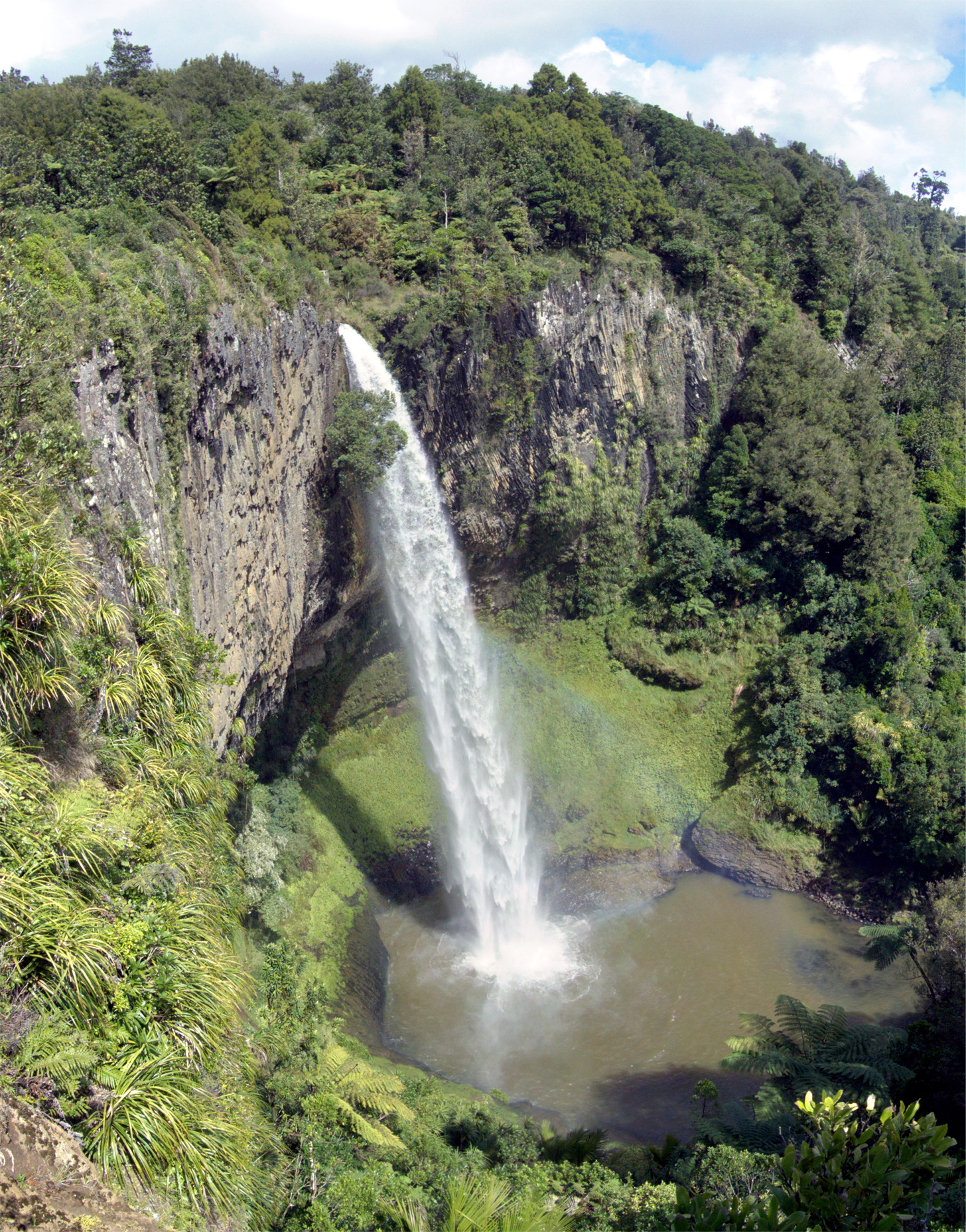
Cascades Bridal Veil (Waireinga)

Nova Zelanda, segons les publicacions de Land Information New Zealand (LINZ), té «249 cascades i 31 ràpids amb nom». Hi ha potser set anomenades «Bridal Veil» (Vel de núvia), i 17 que inclouen el sufix «-ere» (del maorí, rere, «saltar» o «baixar»). A l'Illa del Nord 112 de les 130 cascades amb nom tenen un nom maorí, però a l'illa del Sud només 15 de les 150 cascades (o ràpids) amb nom han conservat el seu nom maorí.
Hi ha desacords sobre el que constitueix una cascada; per exemple, es diu que les cascades Browne són «les més altes, al voltant dels 800 m»; però això és enganyós: les «cascades» són en realitat un «corrent pronunciat» i «moltes persones no anomenarien cascades (com per exemple les cascades Browne), que són poc més que un corrent fort».

## Fiordland
Moltes de les caigudes d'aigua més altes de Nova Zelanda es troben al Parc Nacional de Fiordland, a la regió de Southland de l'illa del Sud, i estan geogràficament a la costa oest, una zona amb molta pluja.
L'aigua d'algunes d'aquestes cascades desemboca a la costa del mar de Tasmània: 
- cascades a Doubtful Sound: cascades Chamberlain, cascades Helena, cascades Lady Alice.
- cascades a Milford Sound: cascades Bowen, cascades Stirling.